# Фонд Форда

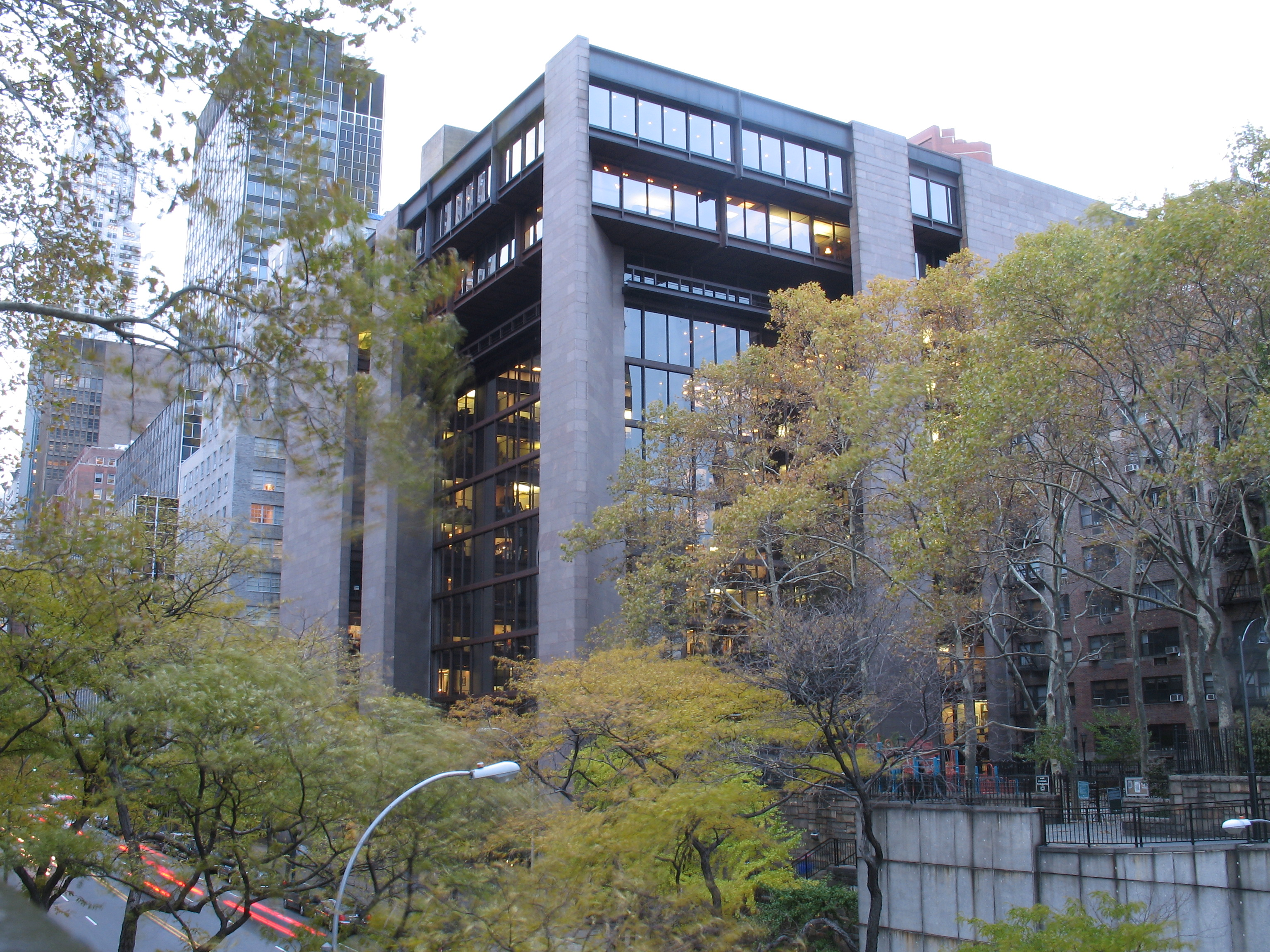
Штаб-квартира фонда в Нью-Йорке

Фонд Форда (англ. Ford Foundation) — американский благотворительный фонд, созданный, согласно уставу, для финансирования программ в поддержку демократии, сокращения бедности, продвижения международного сотрудничества и человеческого развития. Штаб-квартира фонда располагается в Нью-Йорке. Президент фонда — Луис Антонио Убиньяс.
Основан в 1936 году как независимая некоммерческая и неправительственная организация.

## История
Фонд Форда был учреждён 15 января 1936 года Эдселом Фордом, сыном Генри Форда, и двумя директорами «Ford Motor Company» в ответ на налоговую реформу 1935 года Ф. Рузвельта, вводившую 70% налог на крупное наследство. Первые годы Фонд базировался в штате Мичиган и работал под управлением членов семьи Форд и компаньонов, оказывая финансовую поддержку таким организациям, как Госпиталь Генри Форда, Гринфилд-Вилледж, Музей Генри Форда и др.
После смерти Эдсела Форда в 1943 году и Генри Форда в 1947 году, руководство Фондом Форда перешло к старшему сыну Эдсела, Генри Форду II.
С середины 1970-х годов Фонд Форда не имеет никакого отношения ни к Ford Motor Company, ни к семейству Фордов. Генри Форд II, последний член семьи в совете директоров, отказался от участия в управлении фондом в 1976 году.
С 1952 по 1970 год финансировал образовательную сеть телевещания National Educational Television (NET). В 1952 году фонд открыл свой первый международный офис в Нью-Дели, Индия. Тогда же при финансировании фонда создается русскоязычное Издательство имени Чехова в Нью-Йорке.
В 1976 году фонд оказал помощь при запуске Гремин Банка Мухаммада Юнуса, выдающего микрокредиты необеспеченным в Бангладеш.
К концу 1980-х годов фонд начал оказывать помощь в борьбе со СПИДом.
В 1958—1965 гг. директором фонда был Джон Макклой.
Среди организаций — получателей грантов от Фонда Форда называют:
- Палестинский Комитет защиты прав человека и окружающей среды (LAW)
- Иерусалимский Центр средств массовой информации, поддерживающий веб-сайт «The Palestine Report»
- Бецелем
- Палестинский академический центр по изучению международных отношений (PASSIA)
- «Раввины за права человека»
- «Врачи за права человека»
- Университет Аль-Кудс
- Центр «Мивтах»
- «Аль-Мезан» — центр помощи палестинским беженцам в лагере Джебалия
- «Палестинская независимая комиссия по правам человека»(Palestinian Independent Commission for Citizens' Rights)[5]
- Независимый институт социальной политики (Россия)[6]
- Фонд «Нет алкоголизму и наркомании» (НАН) на популяризацию идеи «социального заказа» в регионах.[7]

## Деятельность в России
В 1989 году Совет директоров фонда принял решение о начале проектов помощи гражданским институтам в СССР, Польше, Венгрии и Чехословакии для содействия демократическим и экономическим реформам в этих странах.

В январе 1996 года Фонд открыл офис в Москве. С тех пор на поддержку проектов в области журналистики, культуры, образования, развития гражданского общества и других было потрачено около 140 млн долларов.

В апреле 2009 года стало известно, что Фонд, потеряв треть своих ресурсов во время мирового экономического кризиса, планирует закрыть свои офисы в России и Вьетнаме и завершить финансирование проектов в этих странах. Предполагалось что Международная программа стипендий Фонда Форда продолжит свою работу до 2014 года.
Деятельность Института международного образования, администрирующего программу стипендий Фонда Форда в России вызывала ряд вопросов и отличалась порой неэффективным расходованием средств американского Фонда. В частности, организовывались финансовоёмкие поездки аппарата Фонда в регионы России с целью «презентовать программу для будущих участников».
Летом 2015 года в России, в соответствии с Федеральным законом № 272-ФЗ от 28.12.2012, Фонд Форда вошёл в «патриотический стоп-лист», который был разработан в Совете федерации. Согласно этому «стоп-листу» деятельность фонда является нежелательной на территории Российской федерации.
В 2018 году сайт организации fordfound.org недоступен для посещений с российских IP-адресов.

## Критика
Фонд Форда подвергался критике за финансирование организации «Fairness and Accuracy in Reporting» (FAIR), выступающей в защиту права женщин на аборт.
Бывший профессор социологии Университета Бингемтона (штат Нью-Йорк) Джеймс Петрас (James Petras) и другие[кто?] обвиняют Фонд в том, что он является своего рода «крышей» для ЦРУ. В качестве оснований для своих обвинений Петрас указывает, в частности, на обмен высокопоставленными сотрудниками между ЦРУ и Фондом, крупные пожертвования Фонда Конгрессу культурной свободы (Congress for Cultural Freedom), который поддерживается ЦРУ, связи бывшего президента Фонда Ричарда Бисселла с директором ЦРУ Алленом Даллесом и участие Фонда в осуществлении плана Маршалла в 1950-е годы. По словам Петраса, Фонд финансирует организации по защите прав человека, которые специализируются на критике нарушений прав человека, имеющих место в государствах — противниках США.
В 2003 году Фонд Форда подвергся критике американской произраильской информационной службой «Еврейское телеграфное агентство» — в частности, за его поддержку палестинских неправительственных организаций, участвовавших в антиизраильских мероприятиях в ходе Всемирной конференции против расизма в 2001 году. Под давлением ряда конгрессменов Фонд был вынужден принести свои извинения и впоследствии выдвинул в качестве одного из условий для предоставления финансовой помощи запрет на поддержку насилия, терроризма, нетерпимости или призывы к уничтожению какого бы то ни было государства.